# Señorío de Jódar
El señorío de Jódar es un título nobiliario de la Corona de Castilla concedido por Fernando III el Santo a la figura de Sancho Martínez, tras la conquista de Jódar  hacia 1229, con la finalidad de la repoblación y defensa del valle del Jandulilla. El señorío paso por diversos linajes hasta su conversión en Marquesado de Jódar en 1618 a favor de Gonzalo de Carvajal y Mesía.

## Linaje de Xodar o Jódar
Jódar era una de las plazas fuertes musulmanas en el estratégico paso del Jandulilla, por lo que Fernando III de Castilla intentó ocupar su castillo. La muerte de su aliado Al-Bayasi liberó de sus obligaciones al monarca castellano y al año siguiente ocupó la ciudad de Baeza, así como los estratégicos castillos de Garcíez (1228) y Jódar y Bedmar (1229). Todas estas fortalezas eran fundamentales para el control del paso del Jandulilla y por lo tanto la defensa de los territorios conquistados en el alto Guadalquivir.
En 1231 Fernando III deslindó el término de Baeza otorgando a su alfoz un amplio territorio, que por el sur llegaba hasta Torres y el castillo de Jandulilla. Este castillo junto con Jódar pasaron a manos de Sancho Martínez por lo que el paso del Jandulilla y su defensa quedaba en poder de don Sancho Martínez, mientras que Garcíez se situó bajo la órbita del Concejo de Baeza. Las nuevas incorporaciones de Albanchez (1231) y Jimena (1234) pasaron al alfoz de Baeza, mientras que Bedmar (1231) pasó a depender de Sancho Martínez de Jódar. En 1245 cayó Cabra, el último castillo musulmán en la margen izquierda del Jandulilla. Dos importantes castillos de la margen derecha, Bélmez y Huelma, también pasaron a poder cristiano, entre 1243 y 1246 Bélmez, y algunos años después Huelma. Con esto, la totalidad del Valle del Jandulilla estaba en manos cristianas.
Desde sus señoríos realizó numeras incursiones en territorio musulmán y logró hacerse con el control de las fortalezas de Chincoyar y Neblír (o Ablir) y las aldeas de Solera, Polera, Gris, Allo y Ogayar, aunque los dos primeros pasaron a la órbita del poderoso consejo de Baeza en 1243. En cuanto a la jurisdicción eclesiástica, tanto Jódar como Garcíez, pasaran ser controlados por el obispado de Baeza tras lucha con Rodrigro Ximénez de Rada, arzobispo de Toledo.
En 1264, nuevamente se va a reestructurar la organización de la línea fronteriza de Sierra Mágina y Alfonso X concedió a la ciudad de Úbeda, el castillo de Recena junto al río Bedmar, a las que unía la cesión de Cabra y Santisteban hechas en 1254. Cuadros pasaba a formar parte del obispado de Jaén. Mientras que a Sancho Martínez concedió el castillo y herdamiento de Gacíez en 1269 y posiblemente las villas de Jimena y Albanchez. Tras el fallecimiento de Sancho Martínez, con esta concesión al consejo de Baeza de Chincoyar, Neblín y otras posesiones, la ciudad recuperó su poder sobre el paso del Jandulilla, rodeando el Señorío de Jódar con su alfoz.
En 1265, a instancias de don Sancho Martínez, por aquellos entonces Adelantado de la Frontera o Andalucía y Señor de Jódar y Bedmar (Reino de Jaén) y del Carpio (Reino de Córdoba), se creó la Primera Hermandad del Alto Guadalquivir formada por los Concejos de Córdoba, Jaén, Úbeda, Santisteban, Baeza, Andújar, Quesada, Cazorla, Iznatoraf y el noble Díaz Sánchez de Funes que poseía un señorío en la posición avanzada de Cárchel y Cazalla.
La muerte de Muhammad I (1273), supuso un cambio importante en las relaciones entre castellanos y granadinos en la península y Muhammad II, ante el empuje del avance castellano, se vio en la necesidad de solicitar la ayuda militar de los Meriníes del Norte de África. La intervención magrebí supuso el retroceso de la frontera y la pérdida de numerosas fortalezas castellanas y en definitiva la pérdida del control del valle del Jandulilla que ahora era controlado por los cristianos en la zona norte y por los musulmanes en la zona sur. La frontera jienenense quedó configurada por las fortalezas de Torres, Albanchez y Bédmar en primera línea, secundadas por las de Garcíez, Jimena y Jódar en las partes bajas más cercanas al valle del Guadalquivir.
Tras la muerte de Sancho Martínez en 1274 o 1275 sus dominios se repartieron entre sus dos hijos: 
- Sancho Sánchez se quedaría con Bedmar
- Sancho Pérez obtendría Jódar.

En 1282, en Andujar, se renovó en Andújar la Hermandad integrada por los concejos de Córdoba, Jaén, Úbeda, Baeza, Santisteban, Andújar, Arjona y señores Gonzalo Yánez de Aguilar -Señor de Aguilar de la Frontera-, Sancho Sánchez -Señor de Bedmar- y Sancho Pérez de Jódar.
El estallido de la guerra civil entre Alfonso X y su hijo el futuro Sancho IV supuso la alianza de don Sancho con el arzobispo de Toledo y la Hermandad, mientras que Alfonso X tuvo el apoyo del poder meriní. La victoria de Sancho IV supuso la renovación de los privilegios y el estatus de la Frontera en 1293 y la paz con Granada.
La rápida muerte de Sancho IV en 1295, renovó las hostilidades con Granada, esta vez aliada de Jaime II de Aragón. Este mismo año, Juan Sánchez de Bedmar y Ximén Pérez, hijos de Sancho Sánchez, renuevan la Hermandad con los consejos de Jaén, Úbeda, Andujar, Arjona y Bédmar. En 1297, se amplió la nueva Carta de Hermandad firmada por los Concejos de Córdoba, Sevilla, Écija, Jerez, Úbeda, Obispo de Jaén y el noble Juan Sánchez de Bedmar.
En 1299, nevamente en Andújar, quedó constituida jurídicamente la Hermandad General de Andalucía, tras la aceptación del texto redactado por los concejos de Córdoba y Sevilla por la Hermandad del Obispado de Jaén y acordar su cumplimiento.
El reinado de Muhammad III supuso un recrudecimiento de las hostilidades. En una de sus incursiones conquistó la villa y fortaleza de Bedmar, defendida por doña María Ximénez y los hijos de ésta, don Juan Sánchez y don Ximén Pérez, además de los castillos de Cuadros, Chunguín, Santa Inés, Peña Marta, entre otros. El Tratado de Córdoba de 1304 va a reconocer el dominio cristiano sobre Tarifa, aunque en la Frontera Norte, Granada tomará posesión sobre Alcaudete, Quesada, Bedmar, Cuadros y Chunguín. Esta situación era insostenible para la integridad de los territorios cristianos en el Alto Guadalquivir, por lo que Fernando IV se vio obligado a continuar las hostilidades en busca de una paz más ventajosa. En 1309 pone cerco a Algeciras y obliga a Granada a firmar un nuevo tratado en 1309, ratificado en Sevilla un año después. Esta serie de acciones permitieron a Fernando IV recuperar el castillo de Cuadros y las villas de Bedmar y Alcaudete. La villa de Bedmar, una vez recuperada de nuevo fue entregada por el rey a Garci Méndez de Sotomayor, casado con la heredera de Sancho Martínez.
El reinado de Muhammad III supuso un recrudecimiento de las hostilidades. En una de sus incursiones conquistó la villa y fortaleza de Bedmar, defendida por doña María Ximénez -viuda de Sancho Sánchez, señor de Bédmar- y sus hijos, don Juan Sánchez y don Ximén Pérez, además de los castillos de Cuadros, Chunguín, Santa Inés, Peña Marta, entre otros. El Tratado de Córdoba de 1304 va a reconocer el dominio cristiano sobre Tarifa, aunque en la Frontera Norte, Granada tomará posesión sobre Alcaudte, Quesada, Bedmar, Cuadros y Chunguín. Esta situación era insostenible para la integridad de los territorios cristianos en el Alto Guadalquivir, por lo que Fernando IV se vio obligado a continuar las hostilidades en busca de una paz más ventajosa. En 1309 pone cerco a Algeciras y obliga a Granada a firmar un nuevo tratado en 1309, ratificado en Sevilla un año después. Esta serie de acciones permitieron a Fernando IV recuperar el castillo de Cuadros y las villas de Bedmar y Alcaudete. La villa de Bédmar, una vez recuperada de nuevo fue entregada por el rey a Garci Méndez de Sotomayor, casado con la heredera de Sancho Martínez.

## Linaje de los Méndez de Sotomayor
Jódar paso a manos de Garcí Méndez de Sotomayor –I Señor de El Carpio- por su matrimonio con Juana Rodríguez de Xodar, hija de Sancho Pérez.
En 1283 el infante don Sancho dona la villa al concejo de Baeza, aunque tal donación nunca llegó a efectuarse y Jódar fue durante el siglo XIV un Señorío en manos de la familia cordobesa de los Méndez de Sotomayor, compuesto por la torre y villa de Jódar y el heredamiento de Nínchez y Chozas, cerca de Garcíez y posiblemente la fortaleza de Albanchez.Así como el Señorío de El Carpio y Morente en Córdoba, y los castillos de Bélmez y de Recena. Garci Méndez de Sotomayor se podría denominar como "El constructor de castillos", pues construyó los castillos de El Carpio, Morente, Recena y Bélmez y en el año 1328 la "torre Nueva" y murallas del castillo de Jódar, así como las murallas de la villa de Xodar, obras del maestro Hamete de Jahén.
El señorío se va a disgregar y 1309 aparece la Orden Militar de Santiago que ocupa Bedmar y Albanchez donde crea una encomienda.

## Linaje de Dávalos
Luis Méndez de Sotomayor en 1407 vendió la villa de Jódar a don Ruy López Dávalos, condestable de Castilla y lograría reconstruir en parte y por diversos medios
el antiguo Señorío de Sancho Martínez, aunque su caída en desgracia impidió la continuación del linaje y tuvo de quesprenderse de sus dominios.

## Linaje de Estúñiga o Zúñiga
Tras el asedio al castillo de Jódar en 1422 por la caída en privanza del condestable Dávalos, el señorío pasa a Pedro de Estúñiga que funda mayorazgo, sus herederos lo venden al Maestre de Calatrava Pedro Girón ante sus presiones políticas.

## Linaje de los Téllez-Girón
El 1461 el maestre Pedro Téllez-Girón compra la villa a Diego de Estúñiga, no sin presiones, donándola en 1466 a Día Sánchez de Carvajal.

## Linaje de los Carvajal
Diá Sánchez de Jódar o Carvajal aumentó los territorios del señorío con la adquisición del castillo de Torabuela en 1467 y la concesión de Bélmez y el despoblado de la Moraleda por los Reyes Católicos tras ser conquistado por el propio Día Sánchez. También usuró el castillo de Torres, antes de su venta por la Orden de Calatrava al secretario de Carlos V Francisco de los Cobos.
En 1618 el señorío fue elevado a la dignidad de Marquesado por Felipe III, recayendo la dignidad en manos de Gonzalo de Carvajal y Mesía.

## Señores de Jódar

### Linaje de los Xodar
- Sancho Martínez de Jódar.
- Sancho Pérez de Jódar.
- Juana Rodríguez de Jódar.

### Linaje de los Méndez de Sotomayor
- Garcí Méndez de Sotomayor.
- Garcí Méndez de Sotomayor.
- Gómez García de Sotomayor.
- Garcí Méndez de Sotomayor.
- Luis Méndez de Sotomayor.

### Linaje de Dávalos
- Ruy López de Dávalos

### Linaje de los Estúñiga o Zúñiga
- Diego de Estúñiga

### Linaje de los Téllez-Girón
- Pedro Téllez-Girón

### Linaje de los Carvajal
- Día Sánchez de Carvajal.
- Alonso Sánchez de Carvajal.
- Diego de Carvajal.
- Luis de Carvajal.
- Fadrique de Carvajal.
- Alonso de Carvajal.

- Datos: Q6126704